# Modernist Cuisine
Modernist Cuisine: The Art and Science of Cooking (in italiano: Cucina modernista: L'arte e la scienza della cucina) è un libro di cucina del 2011 di Nathan Myhrvold, Chris Young e Maxime Bilet. 
Il libro è un'enciclopedia ed una guida alla scienza della cucina contemporanea.
I suoi sei volumi coprono tutti gli argomenti della cucina:
1. La storia e i fondamenti
2. Le tecniche e gli strumenti
3. Le piante e gli animali
4. Gli ingredienti e la preparazione
5. Ricette
6. Manuale di cucina

Presso il Gourmand World Cookbook Awards (Premi mondiali di libri da cucina Gourmand) del 2010 il libro è stato menzionato come "il più importante libro da cucina dei primi dieci anni del XXI secolo.

## Critica
La critica è stata generalmente positiva sebbene fu criticato da alcuni recensori del New Tork Times e del New Yorker per essere scritto in maniera piatta e per essere di limitata utilità a meno che non si disponga di un costoso set di strumenti da cucina.